# جنك داكن العيون
جنك داكن العيون (الاسم العلمي:Junco hyemalis) (بالإنجليزية: Dark-eyed Junco)‏ هو نوع من الطيور يتبع جنس الجنك من فصيلة الدُرسات.